# Acacia longipedunculata
Acacia longipedunculata är en ärtväxtart som beskrevs av Leslie Pedley. Acacia longipedunculata ingår i släktet akacior, och familjen ärtväxter. Inga underarter finns listade i Catalogue of Life.